# Moon Geun-young
Moon Geun-young (născută la 6 mai 1987 în Gwangju, Coreea de Sud) este o actriță sud-coreeană. A fost denumită cu multă afecțiune „surioara națiunii” în semn de recunoștință, privită ca o tânără actriță foarte populară și apreciată. Moon și-a început cariera de model la vârsta de 12 ani urmând ca în anul următor să joace în primul ei film ”On the Way” (1999). Se remarcă pentru rolul micuței Eur-suh în drama de televiziune extrem de populară Autumn Tale (2000). Rolul avut în filmul horror A Tale of Two Sisters (2003) regizat de Kim Ji-Woon a propulsat-o ca actriță iar mai târziu a jucat în filme de succes cum sunt My Little Bride în 2004 și Innocent Steps în 2005.

## Viața personală și educația
Moon Geun-young este o actriță iubită de public de unde și denumirea pe bună dreptate de „surioara națiunii” din momentul debutului ei în 2000 în serialul de televiziune Autumn in my heart, foarte popular pe întregul teritoriu al Asiei. Spre deosebire de alte staruri tinere care arătau foarte mature fizic, ea avea încă o înfățișare de fetiță care s-a potrivit perfect rolului. A studiat mult pentru a-și perfecționa rolul și a reușit foarte bine, oamenii apreciind-o ca fiind fără defecte și consecventă.
În mai 2005 a avut șansa să fie prezentă pe scena Festivalului Internațional de Film de la Cannes, Franța, la Palatul Festivalului cu filmul „Innocent Steps”.
Moon Geun-Young a absolvit liceul Gwangju Gukje în februarie 2006 iar luna următoare în martie a intrat la universitatea Sungkyunkwan din Seul unde urmează specializarea în Limba și literatura coreeană.
Tânăra actriță împreună cu celebrul actor Ahn Sung-ki au fost prezentatorii ediției din 2006 a Festivalului de Film Internațional Pusan (PIFF), cel mai important festival internațional din Coreea de Sud.
În 2008 își întrerupe studiile universitare timp de un an pentru a se putea concentra total pentru rolul extenuant din drama „The Painter of the Wind”. Ar fi fost practic imposibil să-și urmeze conștiincios studiile iar în același timp să joace rolul principal. Luând această pauză de la facultate, Moon a arătat cât e de hotărâtă să-și îndeplinească responsabilitățile de studentă și cât de mult prețuiește educația sa.

## Filmografie

### Filme
- 1999 길 위에서 (On the Way)
- 2002 연애소설 (Lovers' Concerto) (în rolul lui Lee Ji-yoon)
- 2003 장화·홍련 (A Tale of Two Sisters) (în rolul lui Bae Su-yeon)
- 2004 어린 신부 (My Little Bride) (Suh Boeun)
- 2005 댄서의 순정 (Innocent Steps) (Jang Chae-ryn)
- 2006 사랑따윈 필요 없어 (Love Me Not) (Ryu Min)

### Seriale TV
- Cinderella's Sister (KBS,2010) (ca Go Eun-jo/Song Eun-jo)
- The Painter of the Wind (SBS, 2008) (ca Shin Yun-bok)
- Wife (KBS, 2003) (ca Han Min-ju)
- The Lost Empire (KBS, 2001) (ca tânăra Împărăteasă Myung-sung)
- Autumn Tale (KBS, 2000) (ca tânăra Yoon/Choi Eun-suh)
- Burnt Rice Teacher and Seven Potatoes (KBS, 1999) (ca Han Mi-so)

### Teatru
- Closer (ca Alice) (2010)